# Эллипсоид Джона
Эллипсоид Джона — один из двух эллипсоидов связанных с выпуклым телом K в n-мерном евклидовом пространстве.
Может относиться к n-мерному эллипсоиду максимального объема, содержащемуся внутри K (так называемый внутренний эллипсоид Джона),
или эллипсоиду минимального объема, содержащий K (так называемый внешний эллипсид Джона).
Назван в честь немецко-американского математика Фрица Джона, который в 1948 году доказал, что каждое выпуклое тело в n-мерном евклидовом пространстве содержит единственный описанный эллипсоид минимального объема и что этот эллипсоид уменьшенный в n раз содержится внутри выпуклого тела.

## Свойства
Внутренний эллипсоид Джона E(K) выпуклого тела K ⊂ R n является замкнутым единичным шаром B в Rn тогда и только тогда, когда B ⊆ K и существует целое число m ≥ n и, для i = 1, ..., m, действительных чисел c i> 0 и единичных векторов u i ∈ S n−1 ∩ ∂K такой, что
{\displaystyle \sum _{i=1}^{m}c_{i}u_{i}=0}
и, для всех x ∈ R n
{\displaystyle x=\sum _{i=1}^{m}c_{i}(x\cdot u_{i})u_{i}.}

## Приложения
Вычисление эллипсоидов Джона находит применение в обнаружении столкновений с препятствиями для роботизированных систем, где расстояние между роботом и окружающей его средой оценивается с использованием наилучшего соответствия эллипсоида.
Он также имеет приложения для оптимизации портфеля с учетом транзакционных издержек.